# Dimitrije Ljotić
Dimitrije Ljotić (em sérvio:  Димитрије Љотић; 12 de agosto de 1891–23 de abril de 1945) foi um político e ideólogo fascista sérvio e iugoslavo que estabeleceu o Movimento Nacional Iugoslavo (Zbor) em 1935 e colaborou com autoridades ocupacionais alemãs no Território do Comandante Militar na Sérvia durante a Segunda Guerra Mundial. 
Ingressou no exército sérvio com a eclosão das Guerras dos Balcãs, lutou ao lado sérvio durante a Primeira Guerra Mundial e permaneceu no serviço ativo até 1920, quando decidiu seguir carreira na política. Ele se juntou ao Partido Radical Popular naquele ano e tornou-se deputado regional pelo distrito de Smederevo em 1930. Em 1931, foi nomeado Ministro da Justiça Iugoslavo pelo Rei Alexandre I, mas renunciou após um desentendimento entre ele e o rei sobre a configuração do sistema político iugoslavo. Ljotić fundou a Zbor em 1935. O partido recebeu pouco apoio do público sérvio, em grande parte antialemão, e nunca obteve mais de 1% dos votos nas eleições parlamentares iugoslavas de 1935 e 1938. Ljotić foi preso antes das últimas eleições e enviado por um breve período para um manicômio depois que as autoridades o acusaram de ter uma "mania religiosa". Ele expressou sua oposição ao Acordo Cvetković-Maček em 1939 e seus apoiadores reagiram violentamente. Zbor logo foi proibido pelo governo iugoslavo, forçando Ljotić a se esconder. Ele permaneceu escondido até abril de 1941, quando as potências do Eixo invadiram a Iugoslávia. Ljotić foi mais tarde convidado pelos alemães para se juntar ao governo fantoche sérvio de Milan Aćimović e foi-lhe oferecido o cargo de comissário econômico. Nunca assumiu o cargo, em parte porque não gostava da ideia de desempenhar um papel secundário na administração e em parte devido à sua impopularidade. Ele recorreu a exercer indiretamente a sua influência sobre o governo fantoche sérvio através de dois dos seus associados mais próximos, que os alemães tinham escolhido como comissários. Em setembro de 1941, os alemães deram permissão a Ljotić para formar os Destacamentos de Voluntários Sérvios, que mais tarde foram renomeados como Corpo de Voluntários Sérvios (SDK).
Ljotić foi denunciado publicamente como traidor pelo governo iugoslavo no exílio e líder do Chetniks, Draža Mihailović, em julho de 1942. Ele e outros responsáveis colaboracionistas sérvios deixaram Belgrado em Outubro de 1944 e dirigiram-se para a Eslovênia, de onde pretendiam lançar um ataque contra o Estado Independente da Croácia (NDH). Entre março e abril, Ljotić e Mihailović concordaram com uma aliança de última hora contra os partisans iugoslavos liderados pelos comunistas e suas forças se uniram sob o comando do general chetnik Miodrag Damjanović em 27 de março. Ljotić morreu num acidente automobilístico em 23 de abril e foi enterrado em Šempeter pri Gorici. Seu funeral foi conduzido conjuntamente pelo Bispo Nikolaj Velimirović e pelo Patriarca Ortodoxo Sérvio Gavrilo Dožić, cuja libertação do campo de concentração de Dachau Ljotić havia garantido em dezembro anterior. No início de maio, Damjanović liderou as formações SDK-Chetnik sob seu comando no noroeste da Itália, onde se renderam aos britânicos e foram colocados em campos de detenção. Muitos foram posteriormente extraditados para a Iugoslávia, onde vários milhares foram executados pelos guerrilheiros e enterrados em valas comuns no planalto Kočevski Rog. Outros imigraram para o Ocidente, onde estabeleceram organizações de emigrados destinadas a promover a agenda política de Zbor. O antagonismo entre estes grupos e os afiliados aos Chetniks continuou no exílio.

## Biografia

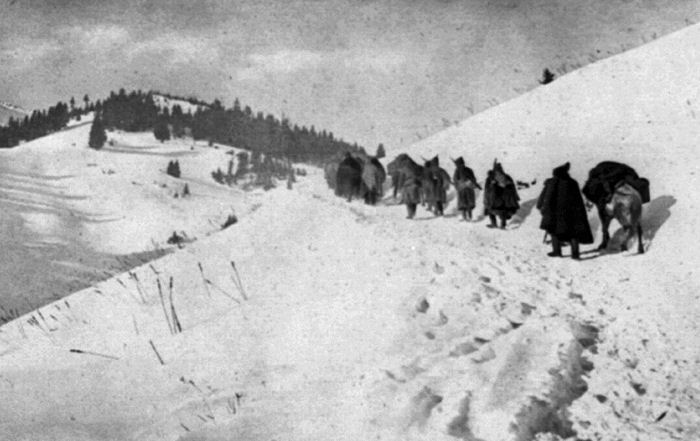
Uma coluna de soldados sérvios em retirada pelas montanhas albanesas, c. 1915. Ljotić esteve envolvido na retirada do exército sérvio através do país durante a Primeira Guerra Mundial.

Dimitrije Ljotić nasceu em Belgrado em 12 de agosto de 1891, filho de Vladimir Ljotić e sua esposa Ljubica (nascida Stanojević).   Seu pai era um político proeminente na cidade portuária de Smederevo  e serviu como cônsul do governo sérvio na Grécia. 
A família Ljotić era descendente de dois irmãos, Đorđe e Tomislav Dimitrijević, oriundos da aldeia de Blace, na Macedónia grega. A origem do sobrenome Ljotić está em Đorđe, que costumava ser conhecido pelo apelido de "Ljota". Os dois irmãos estabeleceram-se na aldeia de Krnjevo por volta de 1750 e mudaram-se para Smederevo na segunda metade do século XVIII.  Os Ljotić estavam intimamente ligados à dinastia Karađorđević, que governou a Sérvia várias vezes ao longo do século XIX. 
Em 1858, a dinastia rival Obrenović tomou o poder no país e forçou o príncipe Alexander Karađorđević ao exílio. O pai de Ljotić foi forçado a sair do país em 1868 depois de ter sido implicado numa conspiração contra a dinastia Obrenović e o seu chefe, o príncipe Milan I. Ele não retornou à Sérvia até a abdicação de Milão em 6 de março de 1889.  Além de ser amigo próximo do futuro rei da Sérvia, Pedro I, o pai de Ljotić também foi a primeira pessoa a traduzir o Manifesto Comunista para o sérvio.  O bisavô materno de Ljotić, knez Stanoje, era um fora-da-lei que foi morto no Massacre dos Knezes em janeiro de 1804. 
Ljotić terminou a escola primária em Smederevo. Frequentou o ginásio em Salônica, para onde a sua família se mudou em 1907.  Ljotić foi devotado religiosamente em sua juventude e até contemplou uma carreira na Igreja Ortodoxa Sérvia.  Ele foi muito influenciado pela doutrina da não-violência cristã de Liev Tolstói, mas mais tarde rejeitou esta doutrina durante a Primeira Guerra Mundial.  Seguindo o conselho de seu pai, ele estudou Direito  e se formou na Faculdade de Direito da Universidade de Belgrado.  Com a eclosão das Guerras Balcânicas, Ljotić juntou-se ao Exército Sérvio. 
No outono de 1913, aceitou uma bolsa estatal para estudar em Paris. Ele permaneceu na cidade por quase um ano,  e enquanto estudava no Instituto de Agricultura foi exposto às ideias protofascistas de direita do escritor Charles Maurras.  Maurras foi um contra-revolucionário francês que fundou o movimento político de extrema direita conhecido como Action Française e cujos escritos influenciaram os fascistas europeus e os ideólogos do regime de Vichy durante a Segunda Guerra Mundial.  Ljotić descreveu Maurras como um "espírito raro e brilhante" e citou-o como uma de suas maiores influências intelectuais. 
Ljotić retornou de Paris em 1º de setembro de 1914 e voltou ao exército sérvio. Ele alcançou o posto de cabo no final do ano e foi ferido durante a Ofensiva do Ovče Pole. Durante o inverno de 1915-16, ele participou da retirada do exército sérvio através da Albânia.  Ljotić permaneceu no serviço ativo após o fim da guerra, com uma unidade guardando a fronteira entre o recém-formado Reino dos Sérvios, Croatas e Eslovenos e o Reino da Itália, perto da cidade de Bakar.  Durante este tempo, também trabalhou para o serviço de inteligência do Reino dos Sérvios, Croatas e Eslovenos.  Em 1919, ajudou a acabar com uma greve ferroviária destinada a interromper o fluxo de munições destinadas às forças anticomunistas que lutavam contra Béla Kun na Hungria.  Em 1920, ele ordenou que as tropas sob seu comando prendessem os trabalhadores ferroviários em greve, convencido de que todos eram cúmplices de uma conspiração comunista.  Ljotić foi desmobilizado em 17 de junho de 1920.  Posteriormente, ele se casou com Ivka Mavrinac, uma católica romana croata da vila de Krasica, no litoral croata.   O casal teve dois filhos, Vladimir e Nikola, e uma filha, Ljubica.  Ljotić e sua esposa se mudaram para Belgrado pouco depois do casamento. Ljotić foi aprovado no exame da ordem em 22 de setembro de 1921 e começou a exercer a advocacia.  Mais tarde, tornou-se vice-presidente do conselho diocesano da Igreja Ortodoxa Sérvia na cidade de Požarevac e representou a diocese de Požarevac no conselho patriarcal da igreja. 

## Carreira política entreguerras

### Partido Radical Popular e Ministério da Justiça
Ljotić juntou-se ao Partido Radical do Povo (em servo-croata:  Narodna radikalna stranka, NRS) de Nikola Pašić em 1920, afirmando que era "a vontade de Deus".  Concorreu a cargos públicos nas eleições parlamentares de 1927, e recebeu 5.614 votos. Isto representou 19,7 por cento dos votos expressos no distrito de Smederevo e não foi suficiente para vê-lo ganhar a cadeira no parlamento, e foi conquistada pelo político do Partido Democrata, Kosta Timotijević. Ljotić deixou o NRS logo após estas eleições. 
Em 20 de junho de 1928, o político montenegrino Puniša Račić assassinou os representantes do Partido Camponês Croata (em servo-croata:  Hrvatska seljačka stranka, HSS) Pavle Radić e Đuro Basariček e feriu mortalmente o líder do HSS Stjepan Radić num tiroteio ocorrido no plenário do parlamento do Reino dos Sérvios, Croatas e Eslovenos. O tiroteio levou o rei Alexandre I a suspender a Constituição de Vidovdan em 6 de janeiro de 1929 e a proclamar uma ditadura real.  O país foi renomeado como Iugoslávia e dividido em 9 banovinas (ou províncias), todas com nomes dos principais rios do país. O território pré-1912 do antigo Reino da Sérvia foi dividido maioritariamente entre as banovinas do Danúbio e Morava, e em menor medida, das banovinas do Drina e Zeta. 
Em 1929, Ljotić obteve a primeira de várias audiências com Alexander.  Ele se tornou deputado regional do distrito de Smederevo em 1930.  Em 16 de fevereiro de 1931, foi nomeado Ministro da Justiça da Iugoslávia na ditadura real do rei Alexandre, como resultado de sua lealdade inabalável à dinastia Karađorđević.  Em junho daquele ano, Ljotić sugeriu a Alexandre que o sistema político iugoslavo fosse estruturado segundo o modelo fascista italiano.  Apresentou-lhe um projecto de constituição que propunha "uma monarquia hereditária constitucional orgânica, antidemocrática e não parlamentar, baseada na mobilização de forças populares, reunidas em torno de organizações económicas, profissionais, culturais e de caridade, que seriam politicamente responsáveis perante o rei". "  O rei rejeitou a constituição de Ljotić por ser demasiado autoritária.  Em 17 de agosto, Ljotić renunciou ao cargo depois que o governo decidiu criar um partido político único apoiado pelo governo na Iugoslávia. 

### Zbor
Em 1934, Alexandre foi assassinado em Marselha por um mercenário búlgaro que trabalhava para os Ustaše.  Nesse ano, Ljotić fez contacto com três movimentos pró-fascistas e com os editores dos seus respectivos jornais — Otadžbina (Pátria), publicado em Belgrado; o mensal Zbor (Rally), publicado na Herzegovina; e o semanário Buđenje (Despertar), publicado em Petrovgrad (moderno Zrenjanin). Ljotić contribuiu para todas as três publicações e tornou-se mais influente no movimento Otadžbina.  Posteriormente, ele fundou o Movimento Nacional Iugoslavo (em servo-croata:  Jugoslovenski narodni pokret), que também era conhecida como Organização do Trabalho Ativo Unido (Združena borbena organizacija rada, ou Zbor). 
Zbor foi criado pela fusão de três movimentos fascistas - Ação Iugoslava de Zagreb, os "Lutadores" de Ljubljana e Buđenje de Petrovgrad. Foi oficialmente estabelecido em Belgrado em 6 de janeiro de 1935, sexto aniversário da proclamação da ditadura do rei Alexandre. Os seus membros elegeram Ljotić como presidente, o croata Juraj Korenić como vice-presidente, o esloveno Fran Kandare como segundo vice-presidente e o sérvio Velibor Jonić como secretário-geral. O objetivo oficial declarado de Zbor era a imposição de uma economia planificada e "a defesa racial e biológica da força vital nacional e da família". Otadžbina tornou-se seu jornal oficial. 
Zbor foi declarado ilegal após o estabelecimento, uma vez que praticamente todos os partidos políticos na Iugoslávia foram proibidos desde a declaração da ditadura do rei Alexandre em 1929. Em 2 de setembro de 1935, Jonić e o advogado Milan Aćimović solicitaram ao Ministério do Interior iugoslavo a legalização de Zbor. Em 8 de novembro, o Ministério do Interior concedeu e reconheceu o Zbor como partido político oficial.  As autoridades alemãs na Iugoslávia rapidamente tomaram conhecimento do movimento, com o enviado alemão à Iugoslávia, Viktor von Heeren, fornecendo-lhe assistência financeira e infiltrando-o com agentes alemães.  Um observador alemão observou: “O movimento Zbor representa uma espécie de partido nacional-socialista. Os seus princípios são a luta contra os maçons, contra os judeus, contra os comunistas e contra o capitalismo ocidental”.  As empresas industriais alemãs forneceram mais ajuda financeira a Zbor, assim como os serviços de inteligência alemães. 
Desde 1935, Ljotić era membro do Conselho da Diocese de Braničevo, cujo vice-presidente era membro do Conselho Patriarcal da Igreja Ortodoxa Sérvia em Belgrado. Através destas ligações, Ljotić desenvolveu fortes relações com o bispo Nikolaj Velimirović, sob cuja influência alguns membros da sua organização clerical Bogomoljci tornaram-se parte do movimento Zbor. 
A maior parte do apoio que Zbor recebeu na Sérvia veio de membros da classe média urbana, bem como de estudantes de direita e membros das forças armadas. A maioria dos membros do Zbor eram de etnia sérvia, embora alguns croatas e eslovenos também tenham aderido. O número de membros oscilava frequentemente, principalmente devido a divergências sobre o autoritarismo de Ljotić e a sua falta de popularidade e poder político na Sérvia.  Ljotić era uma figura impopular na Sérvia devido às suas simpatias pró-alemãs e fanatismo religioso.  A quantidade limitada de apoio recebido pelo próprio Zbor resultou do facto de o sentimento radical de direita não ser forte entre a população sérvia. A razão para isso foi que a política de direita estava associada à Alemanha. Sendo extremamente anti-alemães, a maioria dos sérvios étnicos rejeitou completamente as ideias fascistas e nazistas.  Zbor nunca teve mais de 10.000 membros ativos em um determinado momento, com a maior parte de seu apoio vindo de Smederevo e da minoria étnica alemã (Volksdeutsche) na Voivodina que havia sido exposta à propaganda nazista desde 1933. 
Durante o governo de Milan Stojadinović, muitos membros do Zbor deixaram o partido e se juntaram à União Radical Iugoslava de Stojadinović (em servo-croata:  Jugoslovenska radikalna zajednica, JRZ).  No entanto, o movimento continuou a defender o abandono do individualismo e da democracia parlamentar  Ljotić apelou à Jugoslávia para se unir em torno de um único governante e regressar às suas tradições religiosas e culturais, abraçando os ensinamentos do cristianismo, os valores tradicionais e o corporativismo. Ele defendeu um estado organizado centralmente, afirmando que a unificação dos eslavos do sul era uma inevitabilidade histórica e política e que sérvios, croatas e eslovenos compartilhavam "parentesco de sangue e sentimento de destino comum". Ao mesmo tempo, a Jugoslávia que Ljotić imaginou seria dominada pela Sérvia.  Zbor promoveu abertamente o antissemitismo,  sendo o único partido na Iugoslávia a fazê-lo abertamente,  bem como a xenofobia. 

### Eleições
Apesar da sua oposição à democracia parlamentar, Zbor participou nas eleições parlamentares jugoslavas de 1935.  Ofereceu 8.100 candidatos em toda a Iugoslávia.  No dia 5 de Maio, o governo jugoslavo anunciou pela primeira vez os resultados das eleições, que mostraram que 72,6 por cento do eleitorado elegível tinha votado num total de 2.778.172 votos. O partido de Bogoljub Jevtić recebeu 1.738.390 (62,6%) votos e 320 assentos no parlamento e o Bloco de Oposição liderado por Vladko Maček recebeu 983.248 (35,4%) votos e 48 assentos. Zbor terminou em último lugar nas sondagens, com 23.814 (0,8%) votos, e não conquistou nenhum assento no parlamento.  De todos os votos recebidos, 13.635 vieram do Danúbio Banovina, onde estava localizado o distrito natal de Ljotić, Smederevo.  Os resultados eleitorais inicialmente publicados pelas autoridades causaram agitação entre o público, forçando o governo a publicar os resultados de uma recontagem em 22 de maio. A recontagem mostrou que 100.000 votos adicionais que não haviam sido registrados em 5 de maio foram lançados e que o partido de Jevtić recebeu 1.746.982 (60,6%) votos e 303 assentos, o Bloco de Oposição recebeu 1.076.345 (37,4%) e 67 assentos, e que Zbor recebeu 24.008 (0,8%) votos e novamente nenhum assento. 
Em 1937, Ljotić começou a atacar Stojadinović através das publicações Zbor e acusou-o de cumplicidade no assassinato do rei Alexandre três anos antes.  O governo de Stojadinović respondeu expondo Ljotić como tendo sido financiado pelos alemães e fornecido por eles com recursos financeiros para espalhar a propaganda nazista e promover os interesses econômicos alemães na Sérvia.  O material incriminador que ligava Ljotić aos alemães foi entregue às autoridades iugoslavas pelo comandante alemão da Luftwaffe, Hermann Göring, um apoiante de Stojadinović.  Stojadinović usou estas revelações em seu benefício nas eleições parlamentares do ano seguinte, apresentando os seus adversários, incluindo Ljotić, como "agitadores desleais".  Ljotić respondeu atacando Stojadinović através de questões de Otadžbina, muitas das quais foram posteriormente banidas. O governo Stojadinović proibiu todos os comícios e jornais do Zbor, confiscou material de propaganda do Zbor e prendeu os líderes do Zbor. Em setembro de 1938, Ljotić foi preso depois que a gendarmaria iugoslava abriu fogo contra uma multidão de apoiadores de Zbor, matando pelo menos uma pessoa.  Frequentador frequente da igreja, ele foi acusado de mania religiosa e brevemente enviado para um manicômio antes de ser libertado.  
Em 10 de outubro, Stojadinović dissolveu o Parlamento da Iugoslávia, proclamou novas eleições e organizou novas prisões de membros do Zbor. Ljotić respondeu afirmando publicamente que os apoiantes de Zbor estavam a ser presos para os impedir de participar nas próximas eleições.  As eleições parlamentares de dezembro de 1938 ofereceram três candidatos — Stojadinović, Maček e Ljotić.  Durante a votação propriamente dita, membros dos partidos da oposição, incluindo Zbor, foram detidos e sujeitos a intimidação policial e os registos de votação foram alegadamente falsificados a favor de Stojadinović.  Zbor terminou em último lugar nas eleições, recebendo 30.734 (1,01%) votos e novamente não conquistando nenhum assento no parlamento.  17.573 dos votos a favor de Zbor foram emitidos na Banovina do Danúbio, enquanto o número de votos na Banovina do litoral da Dalmácia aumentou de 974 em maio de 1935 para 2.427 em dezembro de 1938. 

### Propaganda antijudaica
Entre as atividades de propaganda antijudaica de Ljotić estava uma brochura de 1938 intitulada Drama savremenog čovečanstva (Drama da Humanidade Moderna), onde escreveu que "o Judaísmo é o maior mal do presente. É o oponente mais insidioso e mais perigoso para todas as nações cristãs. O judaísmo deve, portanto, ser liquidado rápida e vigorosamente, porque caso contrário o colapso da humanidade cristã civilização e o mundo cristão é inevitável". 

## Segunda Guerra Mundial

### Atividades na Iugoslávia
Em agosto de 1939, o primo de Ljotić, Milan Nedić, foi nomeado Ministro da Defesa da Iugoslávia.  Mais tarde naquele ano, quase todas as publicações Zbor, incluindo Otadžbina, Buđenje, Zbor, Naš put (Nosso Caminho) e Vihor (Redemoinho), foram proibidas.  Ljotić explorou as conexões que tinha com Nedić para garantir que o jornal Bilten (Boletim), publicado por Zbor, fosse distribuído aos membros do Exército Real Iugoslavo . A revista foi publicada ilegalmente em uma gráfica militar e distribuída em todo o país por correios militares. Ljotić foi o principal colaborador e editor-chefe da revista. Cinquenta e oito edições de Bilten foram publicadas de março de 1939 a outubro de 1940, nas quais Ljotić defendia uma política externa iugoslava pró-Eixo e criticava a tolerância de Belgrado aos judeus. Até 20.000 exemplares de edições posteriores da revista foram impressos cada. Ljotić ficou particularmente satisfeito por poder exercer a sua influência ideológica sobre os jovens estagiários da academia militar, bem como sobre os oficiais mais velhos. 
Com a eclosão da Segunda Guerra Mundial, Ljotić apoiou a política de neutralidade da Iugoslávia no conflito, ao mesmo tempo que promovia a posição de que a diplomacia iugoslava deveria se concentrar nas relações com Berlim.  Ele se opôs veementemente ao Acordo Cvetković-Maček de agosto de 1939   e escreveu repetidamente cartas ao Príncipe Paulo instando-o a anulá-lo.  Nessas cartas, ele defendeu uma reorganização imediata do governo de acordo com a ideologia Zbor, a abolição da autonomia croata, a divisão do Exército Real Iugoslavo em contingentes de maioria de etnia sérvia, com alguns voluntários croatas e eslovenos, que estariam armados, e contingentes da maioria dos croatas e eslovenos nas forças armadas, que serviriam como unidades de trabalho e estariam desarmados. Efectivamente, o objectivo de todos estes pontos era reduzir os não-sérvios na Jugoslávia ao estatuto de cidadãos de segunda classe.  A essa altura, Zbor estava infiltrado pela Gestapo alemã, pela Abwehr (inteligência militar alemã) e pela Schutzstaffel (SS).  Em 1940, o Exército Real Jugoslavo expurgou os seus elementos pró-alemães e Ljotić perdeu grande parte da influência que detinha sobre as forças armadas. 
Os seguidores de Ljotić responderam ao Acordo Cvetković-Maček com violência, entrando em confronto com a ala jovem do Partido Comunista da Iugoslávia (KPJ).  Esses incidentes atraíram até 5.000 novos membros para Zbor e levaram à formação de uma ala estudantil de Zbor conhecida como Águias Brancas (em servo-croata:  Beli orlovi).  Em julho de 1940, Ljotić expressou a sua amarga oposição ao reconhecimento diplomático da União Soviética por Belgrado, que pretendia fortalecer a Jugoslávia internamente em caso de guerra. 
Em 23 de outubro de 1940, os membros das Águias Brancas se reuniram fora do campus da Universidade de Belgrado.  O presidente da universidade, Petar Micić, era simpatizante do Zbor. A polícia de Belgrado, que supostamente tinha conhecimento prévio dos tumultos, retirou-se da área antes do início da violência.  Os membros das Águias Brancas então ameaçaram professores e estudantes com pistolas e facas, esfaquearam alguns deles, saudaram Adolf Hitler e Benito Mussolini como seus heróis e gritaram "abaixo os judeus!"  Membros do Slovenski Jug ( Sul Eslavo ), um movimento nacionalista sérvio, participaram dos motins, que foram orquestrados por Ljotić para provocar a lei marcial e trazer um sistema de controle mais centralizado na universidade. O público sérvio respondeu aos tumultos com indignação. Em 24 de outubro, o governo iugoslavo revogou o estatuto jurídico de Zbor. Em 2 de novembro, o Ministério do Interior enviou uma lista dos membros do Zbor a todos os administradores municipais da Sérvia.  O governo reprimiu Zbor detendo várias centenas de membros, forçando Ljotić a esconder-se.  Uma das únicas figuras públicas na Sérvia a falar a favor de Ljotić durante este período foi o bispo ortodoxo sérvio Nikolaj Velimirović, que elogiou a sua "fé em Deus" e "bom carácter". 
Embora uma investigação governamental tenha considerado Zbor culpado de alta traição por aceitar fundos alemães, as autoridades tiveram o cuidado de não prender Ljotić para não provocar os alemães. Ljotić foi colocado sob vigilância governamental, mas as autoridades rapidamente o perderam de vista. Escondeu-se com amigos em Belgrado e manteve contacto com Nedić e Velimirović. Em 6 de novembro, Nedić renunciou ao cargo para protestar contra a repressão do governo a Zbor. Edições adicionais de Bilten continuaram a ser impressas apesar de sua renúncia. Estes apoiaram uma política externa iugoslava pró-Eixo, criticaram a tolerância do governo para com judeus e maçons e atacaram membros pró-britânicos do governo por sua oposição à assinatura do Pacto Tripartite pela Iugoslávia.  Ljotić permaneceu escondido até abril de 1941. 

### Ocupação da Iugoslávia

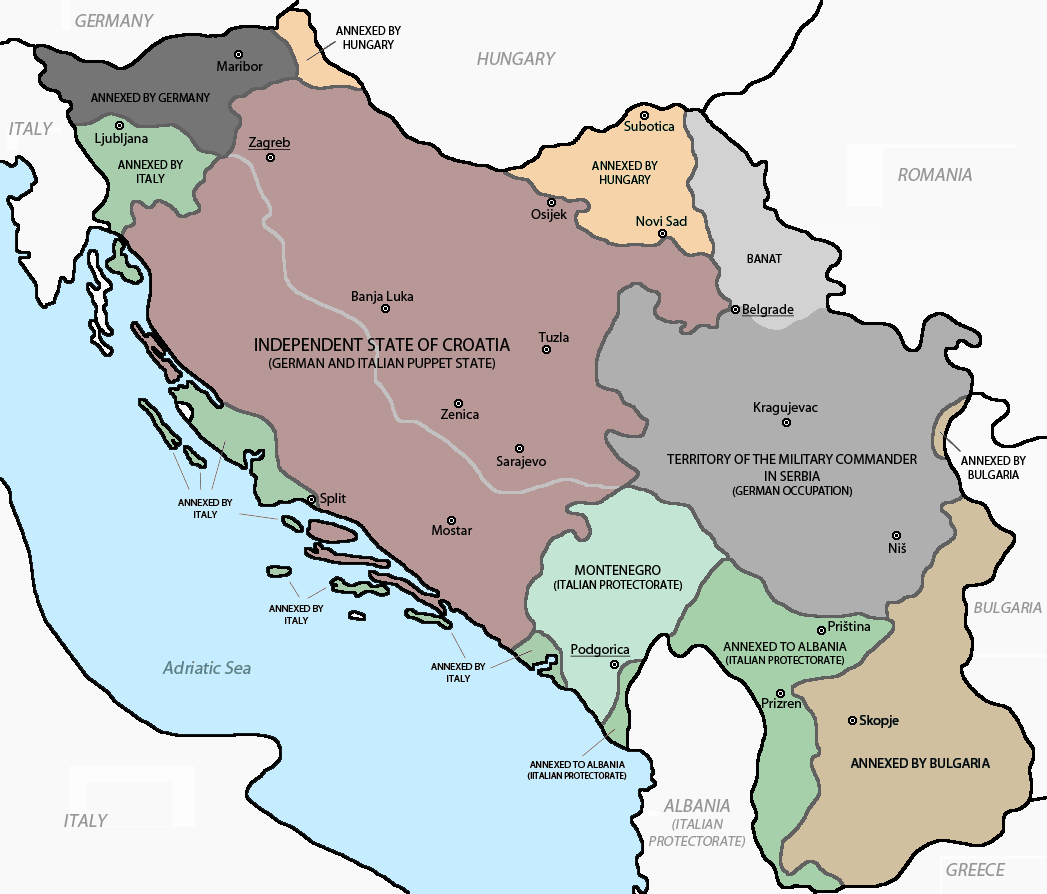
Um mapa que mostra a ocupação do Eixo na Iugoslávia de 1941 a 1943.

Com a invasão da Iugoslávia pelo Eixo, várias dezenas de oficiais do Exército Real Iugoslavo afiliados a Zbor foram capturados pela Wehrmacht, mas foram rapidamente libertados. Os alemães enviaram a Ljotić uma notificação por escrito garantindo a sua liberdade de movimento na Sérvia ocupada pelos alemães.  Não muito depois de as forças alemãs terem entrado em Belgrado, os seguidores de Ljotić receberam a tarefa de selecionar cerca de 1.200 judeus da população não judia da cidade. 
Quando ocuparam o país pela primeira vez, os alemães proibiram a atividade de todos os partidos políticos sérvios, exceto o Zbor.  Embora originalmente pretendessem fazer de Ljotić o chefe de um governo fantoche sérvio, tanto Ljotić quanto os alemães perceberam que sua impopularidade tornaria qualquer governo liderado por ele um fracasso.  Os alemães acreditavam que Ljotić tinha uma "reputação duvidosa entre os sérvios".  Ljotić disse ao oficial da Gestapo Karl Wilhelm Krause que "[um] homem descomprometido com autoridade e força de personalidade geralmente reconhecidas... [é] necessário para convencer o povo de que os alemães são seus amigos, que querem o melhor para o povo e que são os salvadores da humanidade do comunismo."  Os alemães logo convidaram Ljotić para se juntar ao grupo inicial. Governo fantoche sérvio, o Comissário da Administração de Milan Aćimović. Foi oferecido a Ljotić o cargo de comissário económico, mas nunca assumiu o cargo, em parte porque não gostava da ideia de desempenhar um papel secundário na administração e em parte devido à sua impopularidade.  Ele recorreu a exercer indiretamente a sua influência sobre o governo fantoche sérvio através de dois dos seus associados mais próximos, Stevan Ivanić e Miloslav Vasiljević, que os alemães escolheram como comissários.  A única função oficial que Ljotić desempenhou na Sérvia ocupada pelos alemães foi a de administrador de Smederevo. Ele ajudou na reconstrução da cidade depois que grande parte dela foi destruída na explosão de um depósito de munição em junho de 1941. 
Em julho e agosto, os alemães deram permissão a Ljotić para transmitir três de seus discursos pela Rádio Belgrado e o consultaram antes de nomear Nedić como líder do Governo de Salvação Nacional no Território do Comandante Militar na Sérvia.  Num dos seus discursos de julho, Ljotić proclamou que o objetivo final da União Soviética era "a destruição da ordem nacional e cristã, que seria seguida pelo domínio dos judeus sobre todas as nações". 

#### Formação dos Destacamentos de Voluntários Sérvios
Em resposta à revolta comunista que eclodiu após a ocupação alemã da Sérvia, centenas de sérvios proeminentes e influentes assinaram um "Apelo à Nação Sérvia", que foi publicado nos principais jornais de Belgrado em 11 de agosto. O apelo apelava à população sérvia para ajudar as autoridades em todos os sentidos na sua luta contra os rebeldes comunistas, apelava à lealdade aos nazis e condenava a resistência partidária como antipatriótica.  Ljotić foi um dos 546 signatários. 
Os alemães confiavam em Ljotić mais do que em qualquer outra etnia sérvia na Iugoslávia ocupada. Precisando de uma força colaboracionista confiável para combater os comunistas, eles lhe deram permissão para formar os Destacamentos de Voluntários Sérvios (em servo-croata:  Srpski dobrovoljački odredi, SDO) em setembro de 1941. A SDO lançou inicialmente apelos públicos apelando a voluntários "na luta contra o perigo comunista" e acabou por crescer para consistir em 3.500 homens armados. Estes apelos não mencionaram o líder guerrilheiro Draža Mihailović ou os seus Chetniks. Em novembro, Ljotić denunciava abertamente Mihailović. Num artigo de jornal, acusou-o de ser responsável pela morte de muitos sérvios e de causar destruição generalizada como resultado da sua cooperação "ingênua" com os comunistas. 
Em resposta direta à revolta comunista, os alemães decretaram que 100 civis sérvios seriam executados por cada soldado alemão morto e 50 seriam executados por cada soldado alemão ferido. Esta política culminou no massacre de Kragujevac em outubro de 1941, no qual esteve envolvida uma divisão de voluntários de Ljotić.  No início daquele mês, os chetniks e os guerrilheiros emboscaram uma coluna de soldados alemães perto de Gornji Milanovac, matando 10 e ferindo 26.  Os alemães recorreram a Kragujevac em busca de retaliação, não por causa da atividade anti-alemã na cidade, mas porque, de outra forma, não poderiam ser encontrados homens adultos suficientes para cumprir a cota exigida de execuções. 
De acordo com testemunhas oculares, o comandante do SDO, Marisav Petrović, e os seus homens entraram nos quartéis onde estavam detidos reféns e, com a aprovação alemã, libertaram aqueles que reconheceram como apoiantes de Ljotić e Nedić, bem como aqueles cujas atitudes políticas consideraram ser "nacionalmente correto". Petrović acusou aqueles que ele não conseguiu libertar de apoiar os comunistas e de espalhar a propaganda comunista, "infectando" assim a sociedade sérvia com as suas ideias esquerdistas. A maioria dos que permaneceram nas mãos dos alemães e foram posteriormente executados eram estudantes do ensino médio. De acordo com o testemunho pós-guerra de Kosta Mušicki, outro comandante de alto escalão do SDO, Petrović também ordenou a prisão de inúmeros civis ciganos das aldeias vizinhas e os entregou aos alemães para execução.  Mais de 3.000 cidadãos de Kragujevac foram mortos durante o massacre. 

#### Corpo de Voluntários da Sérvia e esforços de propaganda
Em 22 de outubro,  a Grande Exposição Antimaçônica foi inaugurada em Belgrado,  organizada por Zbor com apoio financeiro alemão. A exposição procurou expor uma alegada conspiração judaico-maçónica/comunista para a dominação mundial através de várias exibições com propaganda antissemita.  Jornais colaboracionistas sérvios como Obnova (Renovação) e Naša Borba (Nossa Luta) escreveram positivamente sobre a exposição, declarando que os judeus eram "os antigos inimigos do povo sérvio" e que "os sérvios não deveriam esperar que os alemães começassem o extermínio de os judeus."  Este último jornal, Naša Borba, foi fundado por Ljotić no início do ano e seu título ecoava o de Mein Kampf (Minha Luta) de Hitler. A maioria dos seus colaboradores eram bem educados e incluíam estudantes universitários, professores, advogados e engenheiros.  Ljotić e seus associados foram responsáveis pela impressão de cinquenta títulos anti-semitas entre 1941 e 1944.  Ele também fundou o Radna Služba (Serviço Trabalhista), um movimento juvenil semelhante à Juventude Hitlerista. 
Em novembro, Ljotić interveio em nome de 300–500 homens detidos pelos alemães como suspeitos de serem maçons. Ele convenceu o chefe da administração militar alemã, Harald Turner, de que os homens capturados não eram maçons e disse-lhe que não deveriam ser fuzilados como reféns. De acordo com o seu secretário pessoal, Ljotić também pediu a Turner que não ordenasse o assassinato de judeus, afirmando "[sou] contra os judeus que governam a economia do meu país, mas sou contra o seu assassinato." Ele acrescentou que “seu sangue inocentemente derramado não pode trazer nenhum bem às pessoas que fazem isso”. Turner teria ficado surpreso com as declarações de Ljotić, dado seu histórico de anti-semitismo. 

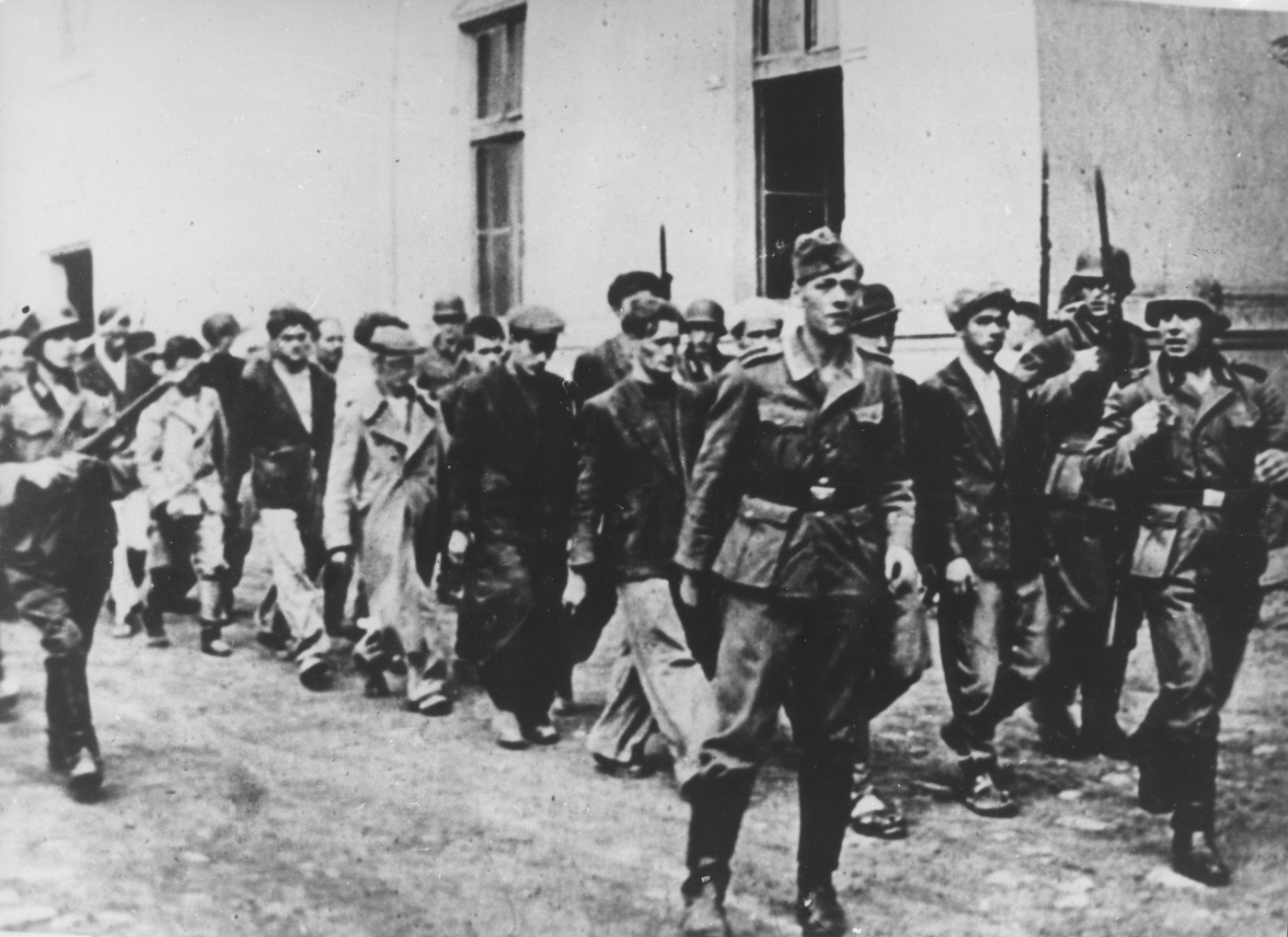
Soldados alemães prendendo civis sérvios antes do massacre de Kragujevac, no qual participaram as forças de Ljotić.

Em 28 de março de 1942, Nedić indicou a Turner que, em caso de sua saída, Ljotić seria a única pessoa que poderia ser considerada seu sucessor como líder do Governo de Salvação Nacional. Turner observou que "[Nedić] não poderia [ter levado] isso a sério porque Ljotić era um profeta e visionário, não um líder e estadista."  Em dezembro de 1942, o SDO foi renomeado como Corpo de Voluntários Sérvio (em servo-croata:  Srpski dobrovoljački korpus, SDK) e colocado sob o comando do General der Artillerie (tenente-general) Paul Bader. Embora não faça parte formalmente da Wehrmacht, o SDK recebeu armas, munições, alimentos e roupas dos alemães.  Como a Guarda Estatal Sérvia (em servo-croata:  Srpska državna straža, SDS), o SDK estava sob o comando direto do SS Superior e do Líder da Polícia August Meyszner e do General Comandante na Sérvia. Durante as operações, suas unidades foram colocadas sob o comando tático de divisões alemãs.    Foi o único grupo de sérvios armados em que os alemães confiaram durante a guerra, sendo as suas unidades frequentemente elogiadas pelos comandantes alemães pela sua coragem em ação. 
O SDK ajudou a Gestapo a localizar e prender civis judeus que conseguiram escapar à captura pelos alemães  e esteve envolvido no envio de prisioneiros judeus para o campo de concentração de Banjica.  As unidades SDK não foram autorizadas a sair do território atribuído sem autorização alemã.  Os membros prestaram juramento no qual se comprometeram a lutar até a morte contra as forças comunistas e os Chetniks, a permanecer no SDK por pelo menos seis meses e a "servir a causa do povo sérvio".  O próprio Ljotić não tinha controle sobre o SDK, que era comandado diretamente por Mušicki. A maioria dos oficiais do SDK veio das fileiras do extinto Exército Real Iugoslavo ou da gendarmaria iugoslava. O moral estava alto entre os voluntários, com oficiais de educação semelhantes aos empregados pelos soviéticos e pelos guerrilheiros iugoslavos sendo designados para cada companhia, batalhão e regimento para ensinar e doutrinar os soldados e ajudar a manter altos níveis de moral. De acordo com a ideologia do SDK, Ljotić foi um "espírito-guia" nos seus "pronunciamentos políticos e filosóficos".  Nas suas instruções aos comandantes das unidades, Ljotić sublinhou a importância dos voluntários acreditarem e terem respeito por Deus. Ele os exortou a orar regularmente e alertou que os maus resultados no campo de batalha e o fracasso em obter o apoio do público sérvio eram resultado da "religiosidade e fé vacilantes" dos comandantes e de suas frequentes maldições ao nome de Deus. Ljotić criticou a prática generalizada de alcoolismo, jogos de azar e decadência sexual encontrada entre os voluntários. Ele condenou atos de violência desnecessária quando lhe foram denunciados. 
Em 15 de julho de 1942, Mihailović enviou um telegrama ao governo iugoslavo no exílio pedindo-lhes que denunciassem publicamente Ljotić, Nedić e o líder abertamente colaboracionista do Chetnik, Kosta Pećanac, como traidores. O governo iugoslavo no exílio respondeu fazendo-o publicamente pela Rádio BBC.  Em Outubro, Ljotić foi forçado a retirar os seus dois representantes no governo fantoche sérvio, a fim de evitar ser responsabilizado pelas medidas económicas impopulares e difíceis e pelas políticas alimentares promulgadas por Nedić naquele mês.  Com a rendição da Itália em setembro de 1943, o comandante montenegrino do Chetnik, Pavle Đurišić, estabeleceu laços com Ljotić.  Mais tarde, Ljotić forneceu a Đurišić armas, alimentos, máquinas de escrever e outros suprimentos. 

### Retirada e morte
Em fevereiro de 1944, o 2º Batalhão do 5º Regimento SDK foi enviado a Montenegro para ajudar os Chetniks de Đurišić, de acordo com os planos de Ljotić. Dos 893 homens enviados, 543 foram mortos em combate aos guerrilheiros. Em 6 de setembro, Mihailović assumiu o controle de várias formações colaboracionistas sérvias, incluindo o SDK.  Ljotić enviou Ratko Parežanin, membro do Zbor e editor do Naša Borba, e um destacamento de 30 homens a Montenegro para persuadir Đurišić a retirar os seus Chetniks em direcção à Eslovênia controlada pelos alemães, onde Ljotić tinha um plano para concentrar as forças sérvias e lançar um ataque contra a Eslovénia, controlada pelos alemães. NDH.  Em 4 de outubro, Ljotić, juntamente com Nedić e cerca de 300 funcionários do governo sérvio, escaparam de Belgrado com autoridades alemãs.  No início de outubro, o SDK foi encarregado de defender a cabeça de ponte de Šabac no rio Sava contra os guerrilheiros, juntamente com algumas unidades alemãs sob o comando do coronel Jungenfeld, chefe do 5º Regimento de Polícia. A batalha por Belgrado começou em 14 de outubro, e os alemães decidiram evacuar o SDK para um local onde pudesse ser utilizado em tarefas de guarda e ações antipartidárias, por ser considerado inadequado para operações convencionais. Hitler ordenou que o SDK fosse transferido para a Zona Operacional do Litoral Adriático e o colocou sob o comando do SS Superior e do Líder da Polícia Odilo Globocnik. O comandante do Grupo de Exércitos F ordenou a evacuação do SDK da estação ferroviária de Ruma em 17 de outubro. Entre 19 e 21 de outubro, o Alto Comando do Sudeste liberou o SDK para transporte para o oeste.  No final de outubro, Ljotić e o SDK chegaram à cidade de Osijek. Foi aqui que o oficial alemão Hermann Neubacher concordou em providenciar a sua passagem segura em direção à costa eslovena.  Embora a retirada das tropas colaboracionistas através do NDH tenha sido fácil, houve excepções. Em Novembro, os Ustaše retiraram entre trinta e quarenta oficiais do SDK dos transportes que passavam por Zagreb, após o que foram sumariamente executados. 
Em dezembro, Ljotić providenciou a libertação de Nikolaj Velimirović e do Patriarca Ortodoxo Sérvio Gavrilo Dožić do campo de concentração de Dachau.  Velimirović foi preso pelos alemães em julho de 1941 sob a suspeita de ser um simpatizante de Chetnik e Ljotić escreveu várias cartas às autoridades alemãs naquele verão, instando-as a libertar o bispo por ele ter supostamente elogiado Hitler antes da guerra. Velimirović foi transferido para Dachau ao lado de Dožić via Budapeste e Viena em setembro de 1944 e lá foi detido como "prisioneiro honorário".  Ao serem libertados, ele e Dožić foram transferidos para uma estância turística e depois para um hotel em Viena como convidados do governo alemão, onde se encontraram com Ljotić e outros funcionários colaboracionistas sérvios.  As discussões entre o lado sérvio e os alemães ocorreram aqui.  Ljotić e Nedić solicitaram a Neubacher para que as forças do comandante do Chetnik, Momčilo Đujić, pudessem ter passagem para a Eslovênia, assim como o general colaboracionista esloveno Leon Rupnik. 
Os alemães instaram Nedić a reunir uma força de 50.000 homens para combater o avanço das forças soviéticas. Nedić concordou em princípio com a criação de tal exército, mas insistiu que não poderia ser usado para combater os soviéticos. Ele também exigiu que qualquer novo governo colaboracionista incluísse Mihailović. Ljotić opôs-se veementemente à criação de um novo governo sérvio em qualquer forma, insistindo que o Reino da Iugoslávia fosse restabelecido sob Pedro II. Este plano recebeu o apoio de Dožić e Velimirović. 
No início de 1945, Đurišić decidiu mudar-se para Ljubljana Gap independente de Mihailović, e providenciou para que as forças de Ljotić já na Eslovénia o encontrassem perto de Bihać, no oeste da Bósnia, para ajudar no seu movimento. Para chegar a Bihać, Đurišić teve que fazer um acordo de salvo-conduto com elementos das Forças Armadas do Estado Independente da Croácia e com o separatista montenegrino Sekula Drljević. Ele foi capturado pelos seguidores de Ustaše e Drljević em abril de 1945 e morto junto com outros líderes Chetnik, alguns padres ortodoxos sérvios e outros. 
Entre março e abril de 1945, Ljotić e Mihailović trocaram mensagens sobre uma aliança de última hora contra os guerrilheiros. Embora o acordo tenha sido alcançado tarde demais para ter qualquer utilidade prática, as forças de Ljotić e Mihailović uniram-se sob o comando do general Chetnik Miodrag Damjanović em 27 de março.  Juntos, tentaram contactar os Aliados ocidentais em Itália, numa tentativa de garantir ajuda externa para uma proposta de ofensiva anticomunista para restaurar a Iugoslávia monarquista.  Em meados de abril, a pedido de Ljotić, Dožić e Velimirović abençoaram aproximadamente 25.000 membros da SDS, SUK, Guarda de Fronteira Sérvia e da Polícia Especial, bem como os Chetniks e colaboradores eslovenos de Đujić e Dobroslav Jevđević, que se reuniram no Costa eslovena. 
Em 22 de abril, Đujić contatou Ljotić e solicitou um encontro com ele na cidade de Postojna para coordenar uma retirada geral do Chetnik-SDK em direção à Itália. Ljotić partiu da aldeia de Dobravlje no dia seguinte para se encontrar com Đujić. Seu motorista, Ratko Živadinović, tinha uma visão muito fraca e, ao se aproximar de uma ponte no rio Hubelj, não percebeu que ela havia sido parcialmente destruída por sabotadores partidários. 
Ljotić morreu em 23 de abril de 1945 no acidente de carro que se seguiu na Ístria, perto de Bistrica.  Ele foi enterrado na cripta abandonada de um conde húngaro na cidade de Šempeter pri Gorici.  Seu funeral foi realizado na capela da Divisão Chetnik Dinara,  conduzido conjuntamente por Dožić e Velimirović, com este último elogiando Ljotić como "o filho mais leal da Sérvia".  Velimirović acrescentou que "Ljotić não pertencia apenas aos sérvios, ele pertencia à humanidade, à Europa e ao mundo"  e passou a descrevê-lo como "um político carregando uma cruz" e um "ideólogo do nacionalismo religioso" cujo importância "[transcendeu] as fronteiras da política sérvia". 

### Consequências
No início de maio, Damjanović liderou a maioria das tropas sob seu comando para o noroeste da Itália, onde se renderam aos britânicos e foram colocados em campos de detenção.  Muitos foram extraditados para a Jugoslávia, onde entre 1.500 e 3.100 foram executados pelos Partidários  e enterrados em valas comuns no planalto Kočevski Rog.  Outros imigraram para países ocidentais, onde estabeleceram organizações de emigrados destinadas a promover a agenda política de Zbor.  Muitos dos seguidores de Ljotić estabeleceram-se em Munique, onde dirigiram a sua própria editora e imprimiram um jornal chamado Iskra (Faísca). 
Em 1974, o irmão de Ljotić foi baleado e morto por agentes do Serviço de Segurança do Estado Iugoslavo (Uprava državne bezbednosti, UDBA).  O antagonismo entre grupos pró-Ljotić e aqueles afiliados aos Chetniks continuou no exílio. 
Após a guerra, o corpo de Ljotić foi removido do túmulo onde foi enterrado. Existem duas teorias sobre o que aconteceu com ele. Um afirma que foi removido pelos seguidores de Ljotić e levado para um local desconhecido após a criação do Território Livre de Trieste em 1947. A outra teoria sustenta que Ljotić foi enterrado em Šempeter pri Gorici até a assinatura do Tratado de Osimo em 1977, quando seus seguidores removeram seu corpo do túmulo em que foi enterrado e o levaram para um local desconhecido fora da Iugoslávia, possivelmente para a Itália. 

## Visões
Ljotić era firmemente antissemita.    Diz-se que ele defendeu o extermínio dos judeus durante anos antes da eclosão da Segunda Guerra Mundial.   Ele afirmou em seus discursos que um "Grande Diretor" estava por trás de todos os problemas do mundo e referiu-se a "uma personalidade coletiva constituída por um povo sem terra, língua, uma religião estável... um povo sem raízes... os judeus." Ljotić afirmou que a suposta conspiração judaica começou durante a Revolução Francesa e esteve envolvida em todos os eventos históricos significativos desde então. Ele também afirmou que judeus e maçons foram responsáveis pela Revolução Russa. Nos seus escritos, Ljotić retratou os judeus como sendo responsáveis pelo advento da democracia liberal, da Maçonaria e do Comunismo, e, como tal, inimigos tanto de Zbor como do Estado Jugoslavo.  Ljotić defendeu "a liquidação da influência dos maçons, dos judeus e de todos os outros descendentes espirituais dos judeus" como a única forma de prevenir a eclosão da guerra na Iugoslávia. Ele também atribuiu a impopularidade política de Zbor à "influência subversiva" dos judeus sérvios na educação e na mídia. No entanto, o anti-semitismo de Ljotić carecia em grande parte de ideologia racialista devido à sua incongruência com a crença cristã.  Apesar dos esforços de Ljotić e de Zbor, o anti-semitismo na Sérvia não atingiu os níveis observados em outras regiões da Europa e a comunidade judaica foi amplamente poupada do assédio e da violência até a chegada das tropas alemãs em abril de 1941. 
Ljotić considerou o fascismo a única forma de resistência ao futuro controle judaico global. Ele elogiou Hitler por expor a "conspiração dos judeus mundiais"  e apelidou-o de "o salvador da Europa".  A admiração de Ljotić pela Alemanha resultou em parte do seu fascínio pelo poder militar do país e do medo das suas ambições políticas. Embora a própria ideologia de Zbor partilhasse muitos paralelos com outros movimentos fascistas europeus, Ljotić sublinhou frequentemente as diferenças entre o fascismo de Zbor e o dos movimentos fascistas na Alemanha e em Itália, apesar das suas numerosas semelhanças.  A maioria dos autores descreve Ljotić como um fascista, mas o historiador Jozo Tomasevich afirma que esta visão é "uma caracterização muito unilateral". 
Ljotić acreditava que a providência divina havia "destinado o povo sérvio a um certo grande papel". Esse conceito tornou-se um tema recorrente em seus escritos.  Homem firmemente patriótico e profundamente religioso que acreditava na ética religiosa central da Igreja Ortodoxa Sérvia, ele defendia a lealdade absoluta à dinastia Karađorđević. Um monarquista ardente que acreditava no autoritarismo, na organização corporativa do estado e na integridade da Iugoslávia,  ele se considerava um político cristão,  Sua devoção à sua fé lhe valeu o apelido de Mita Bogomoljac (Devocionalista Mita).  Ele frequentemente considerava os clérigos ortodoxos sérvios com suspeita, acusando alguns de serem maçons e/ou agentes britânicos, enquanto encorajava outros a se juntarem a Zbor.  Muitos o fizeram, mas sabe-se que pelo menos dois foram assassinados pelas forças de Ljotić durante a guerra. 

## Legado
Após a dissolução da Iugoslávia, os vereadores locais em Smederevo fizeram campanha para que a maior praça da cidade levasse o nome de Ljotić. Apesar da controvérsia que se seguiu, os vereadores defenderam o histórico de Ljotić durante a guerra e justificaram a iniciativa afirmando que "[colaboração]... é o que a sobrevivência biológica do povo sérvio exigia" durante a Segunda Guerra Mundial.  Mais tarde, a revista sérvia Pogledi publicou uma série de artigos tentando exonerar Ljotić.  Em 1996, o futuro presidente iugoslavo, Vojislav Koštunica, elogiou Ljotić numa declaração pública.  Procurando promover uma imagem romântica e nacionalista do anticomunismo, Koštunica e o seu Partido Democrático da Sérvia (Demokratska stranka Srbije, DSS) fizeram campanha ativamente para reabilitar figuras como Ljotić e Nedić após a derrubada de Slobodan Milošević e do seu governo socialista em Outubro de 2000. As tentativas de reabilitar Ljotić geraram uma resposta mista da Igreja Ortodoxa Sérvia.  Os serviços memoriais foram realizados em 1997 e 2009 para Ljotić e Milan Nedić na Catedral de São Miguel, sendo ambos considerados "vítimas inocentes do terror comunista". 
Usando recursos extraídos do teatro experimental moderno, o dramaturgo sérvio Nebojša Pajkić escreveu uma produção teatral sobre a vida de Ljotić intitulada Ljotić.  Imagens de Ljotić participando do funeral do Coronel Miloš Masalović são apresentadas no filme de 1968 de Dušan Makavejev, Innocence Unprotected. 